# Хадрамаут (мухафаза)
Хадрамаут (араб. حضرموت) — мухафаза в Ємені. Розташована на більшій частині історичного регіону Хадрамаут.

## Географія
Мухафаза розташована в східній частині країни Ємен. На сході межує з мухафазою Ель-Махра, на заході — з мухафазами Ель-Джауф, Маріб і Шабва, на півночі — з Саудівською Аравією.
На півдні омивається водами Аравійського моря. З 2004 року частиною мухафази став архіпелаг Сокотра, до цього він був частиною мухафази Аден. Адміністративний центр мухафази — місто Ель-Мукалла. Площа становить 191 737 км². Серед мухафаз Ємену Хадрамаут займає перше місце за площею. Мухафаза сильно постраждала від повеней в 2008 року.

## Населення
За даними на 2013 рік чисельність населення становить 1294867 чоловік.
Динаміка чисельності населення мухафази за роками:
| 1988    | 1994    | 2004      | 2013      |
| ------- | ------- | --------- | --------- |
| 537 100 | 755 631 | 1 029 462 | 1 294 867 |